# Модернізм (архітектура)
Моде́рна архітекту́ра або архітектура модернізму — термін, що узагальнює в собі декілька течій, стилів в архітектурі, які виникли у XX сторіччі та намагалися привнести в архітектуру риси стрімкого технологічного розвитку. Також самостійно може вважатися архітектурним стилем. Модернізм був одним з переважних стилів архітектури XX сторіччя та зберігає свої позиції у XXI сторіччі. Серед найважливіших рухів в історії архітектури, які безпосередньо вплинули на містобудування XX сторіччя, згадуються Майстри руху Ле Корбюзьє, Людвіг Міс ван дер Рое, Вальтер Гропіус, Френк Ллойд Райт, Алвар Аалто, Джованні Мікелуччі, Джо Понті, Гуальтьєро Гальманіні, Франко Альбіні.

## Історія та перелік модерних стилів
Модерна архітектура виникає з початком XX століття. Її виникненню сприяв розвиток використання в будівництві бетону, металу та їх поєднанню — залізобетону. Початковий модернізм базувався на принципу «форма прямує за функцією», тобто результат дизайну повинен служити меті споруди. Нижче додані деякі течії модернізму, розміщені в хронологічному порядку їх виникнення.

### Стилі авангардизму
Стилі авангардизму — виникли на початку XX століття, були особливо популярними у міжвоєнний період (20-і та 30-ті роки). Їм була притаманна відмова від канонів попередніх епох, радикальний пошук нових форм.
- Конструктивізм — авангардистський стиль, що отримав розвиток у 1920-х — на початку 1930-х років. Характеризується суворістю, геометризмом, лаконічністю форм і монолітністю зовнішнього вигляду. Особливо популярним був у СРСР та країнах центральної Європи. Але був також і на заході, проте там він відоміший під назвою функціоналізм — іноді ці стилі поєднують[1], іноді вважають незалежними один від одного, але через подібність розмежувати їх буває складно[2].

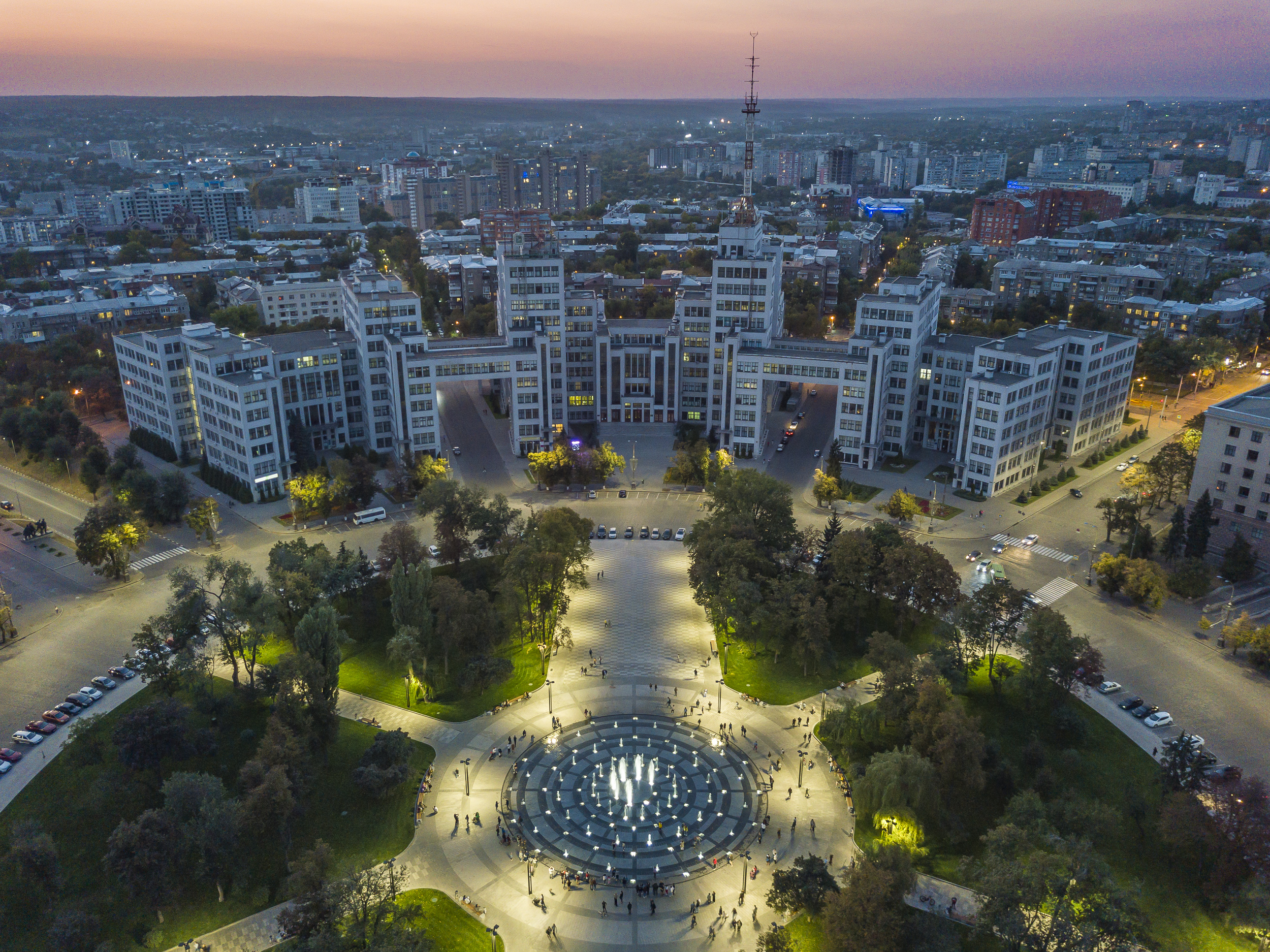
Держпром, Харків, 1928
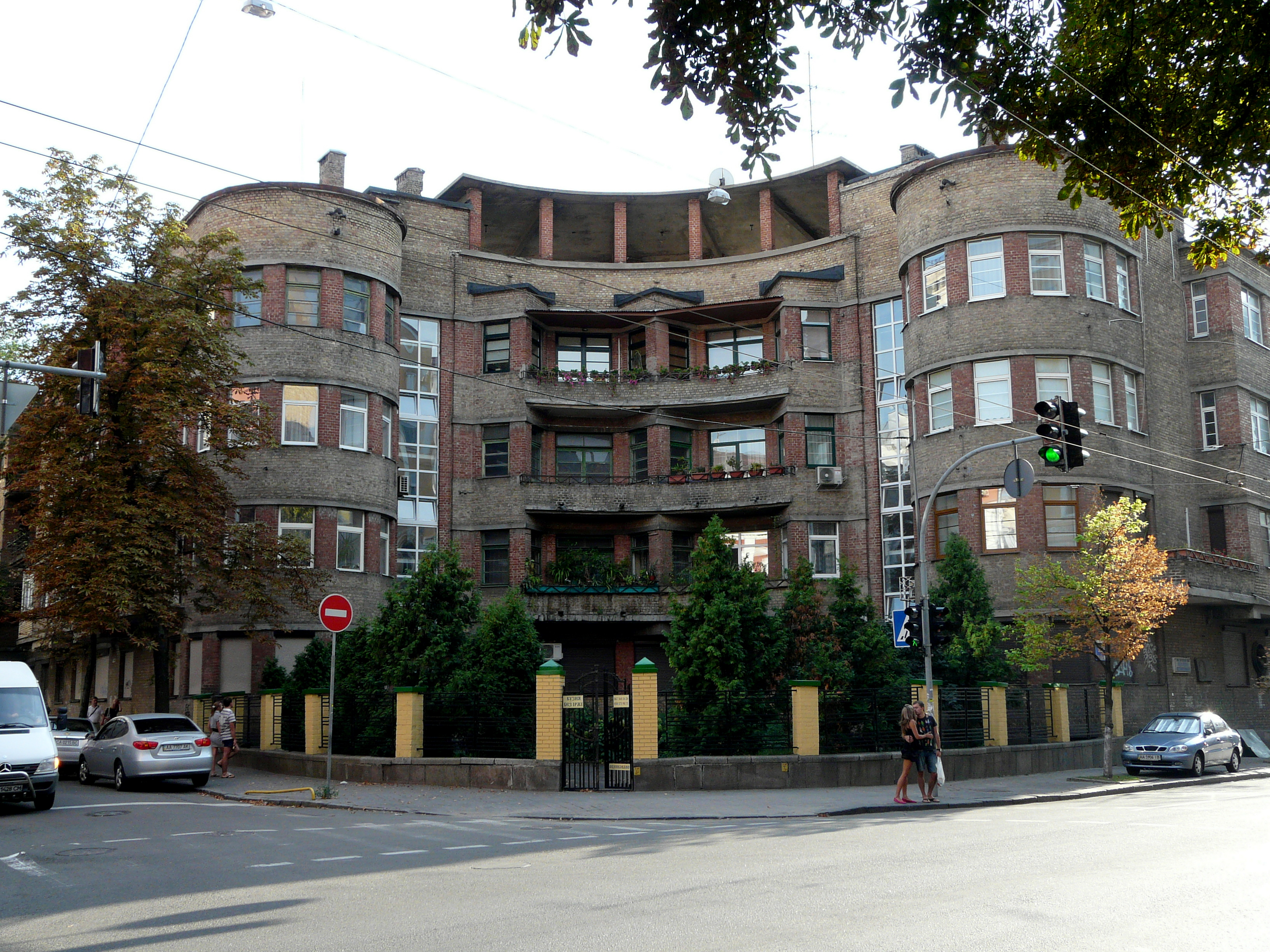
Будинок лікаря, Київ, 1930
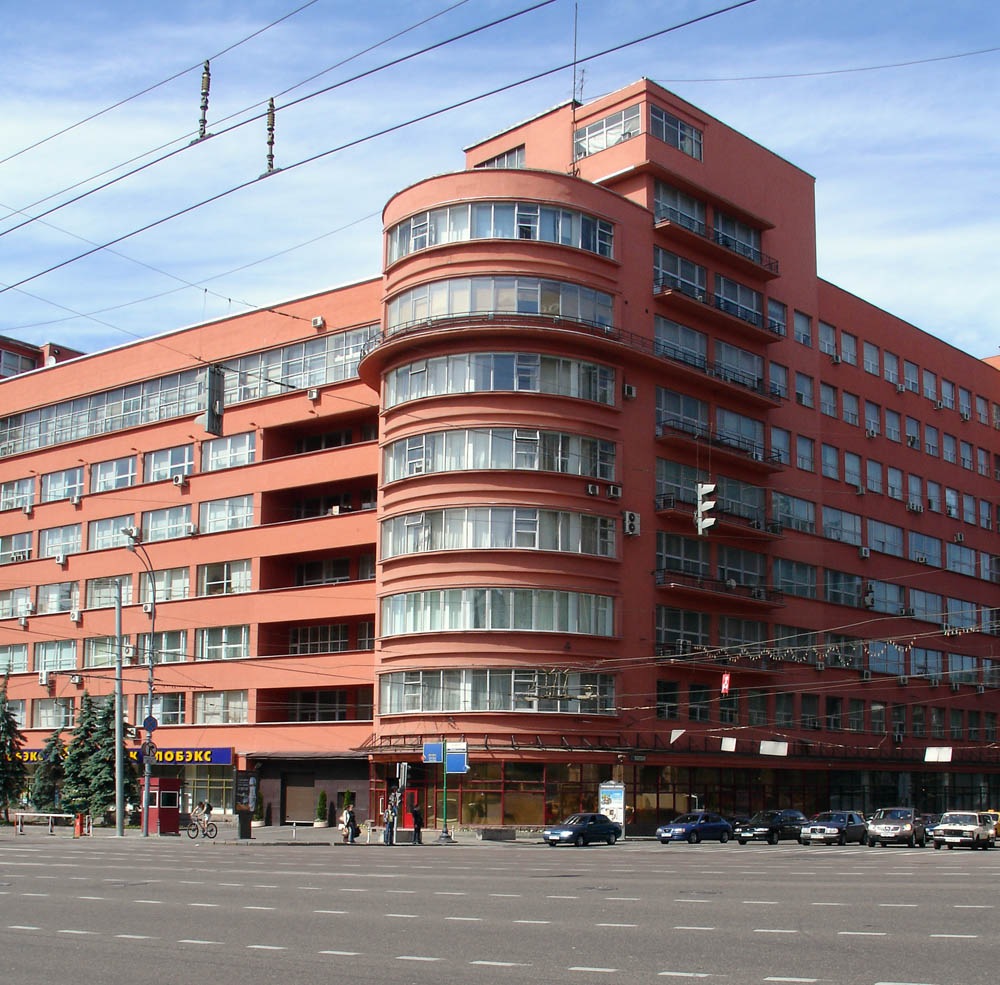
Москва, будинок наркомзему, 1933

- Функціоналізм — є одночасно принципом модернізму та окремим його стилем (іноді функціоналізм не вважають окремим стилем, а лише видом конструктивізму[1]). Його кредо — практичність кожної архітектурної деталі. Кожний елемент повинен мати свою функцію, а якщо він її не має і служить тільки для прикраси — він не потрібен. Функціоналізм використовує переважно прямокутні форми, вікна маленьких розмірів, популярним є скління у вигляді суцільних горизонтальних стрічок. Від конструктивізму його відрізняє візуальна сегментованість та відсутність монолітності будівлі.

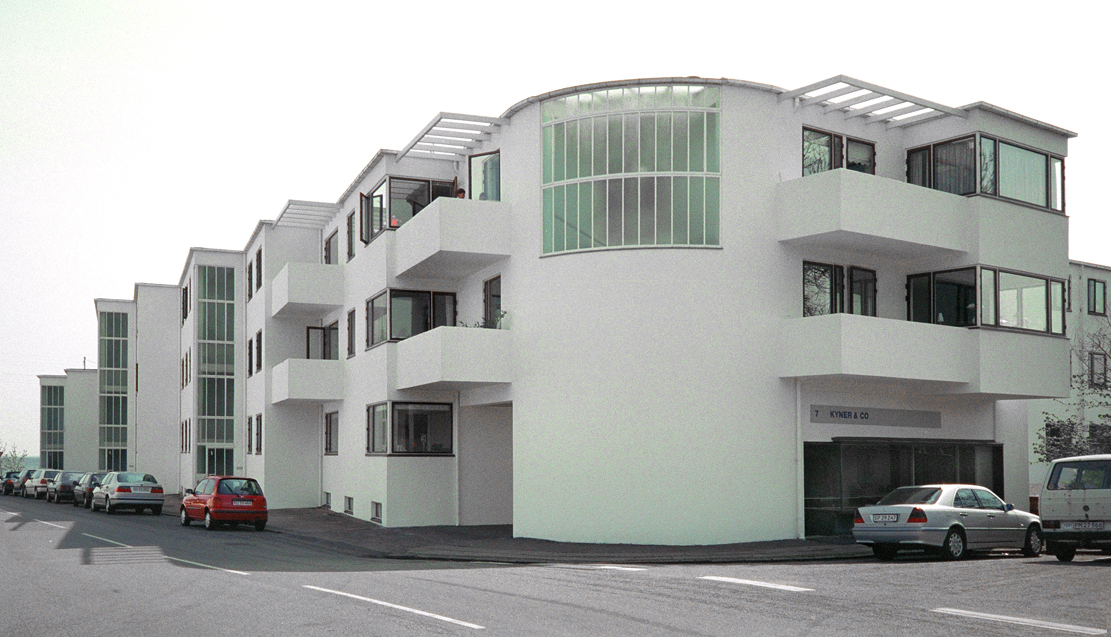
Bellavista, Копенгаген, 1934
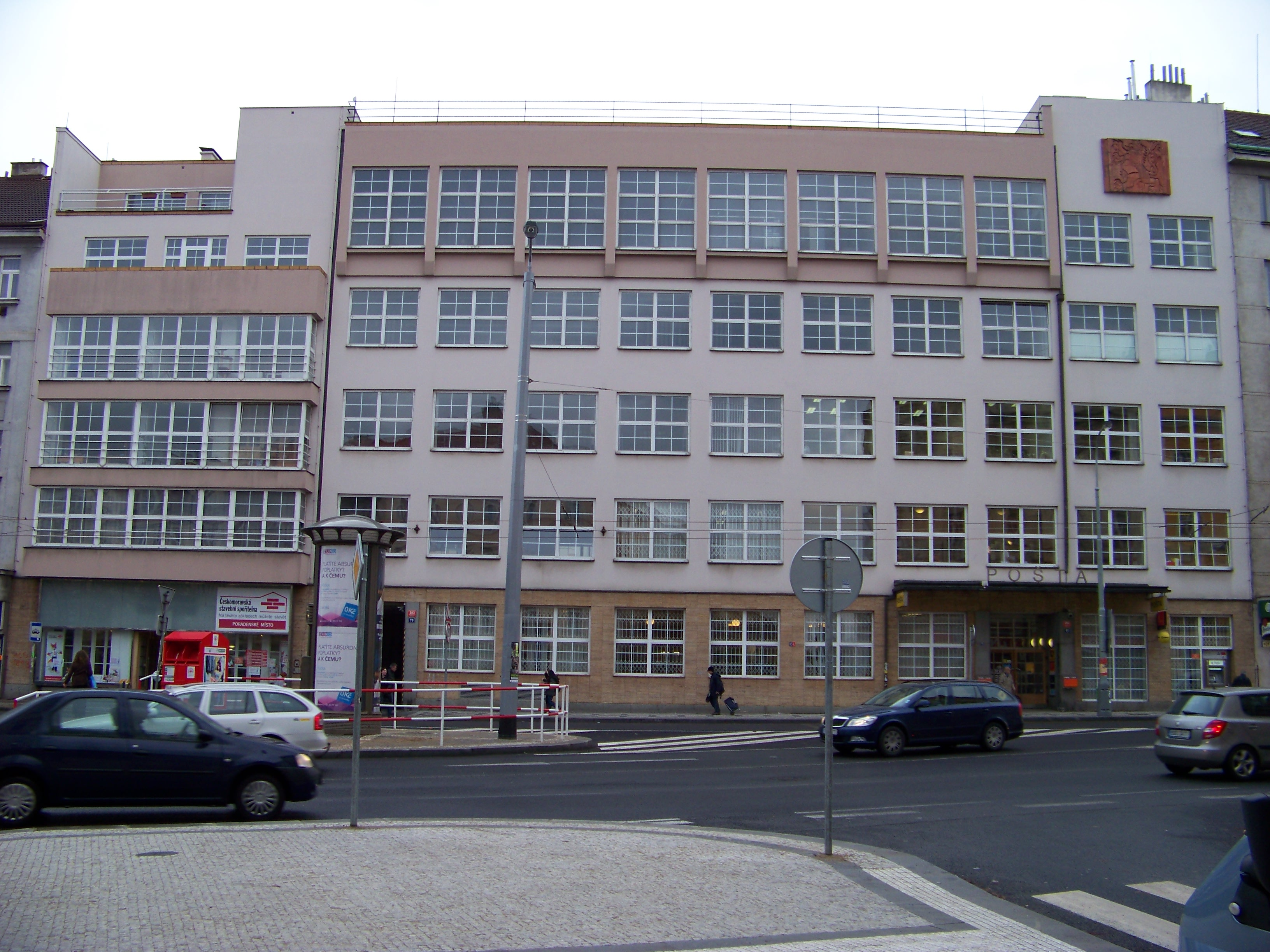
Будівля пошти, Прага
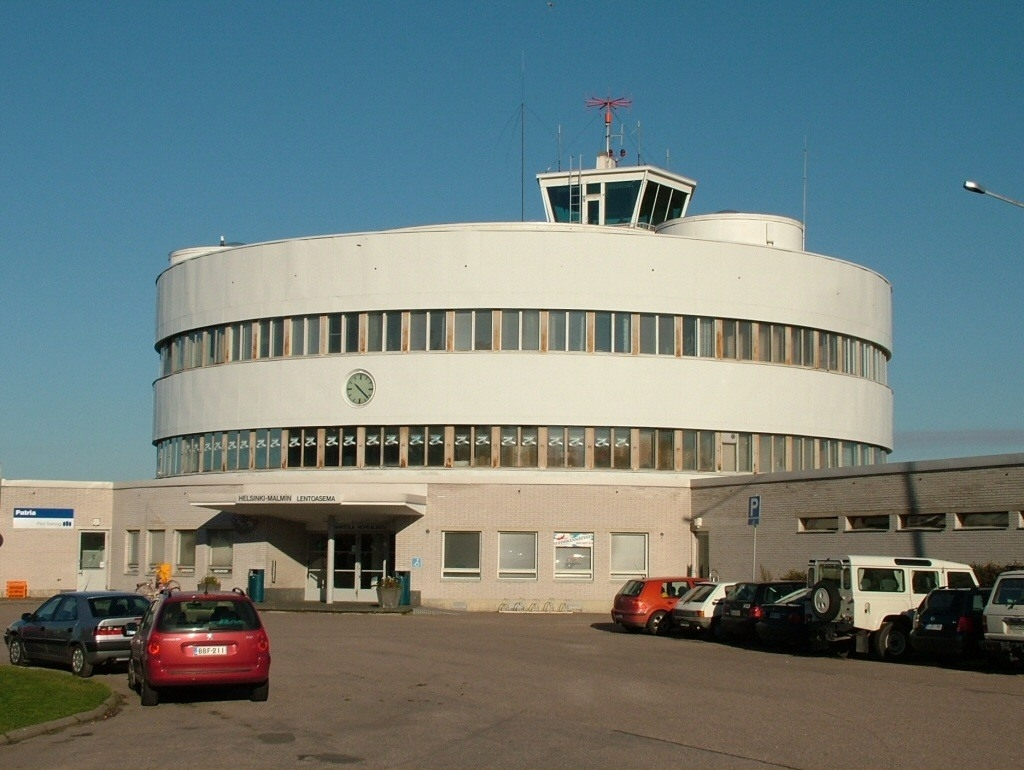
Аеропорт Гельсінкі-Мальме, 1938

- Футуризм — напрямок авангарду, який пропагував культ індивідуалізму, антиісторизму, відкидав загальноприйняті мистецькі норми. Йому притаманні довгі динамічні лінії, що вказують на швидкість, рух. На початку XX століття був популярним в Італії та СРСР, зараз широко поширений у світі.

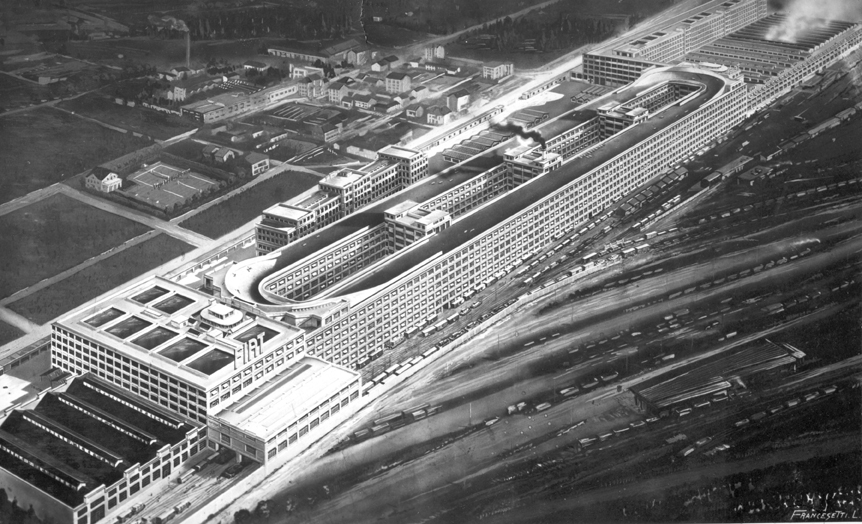
Фабрика Фіат-Лінготто, Турин, 1923
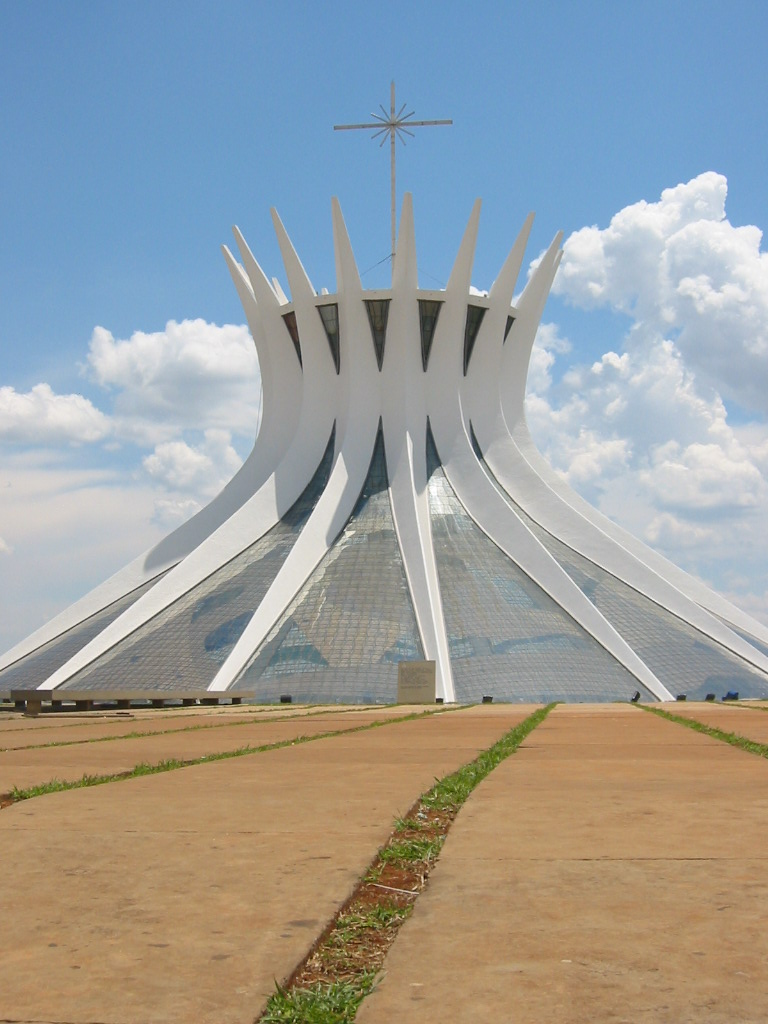
Кафедральний собор Діви Марії (Бразилія).  Пізня рецепція футуризму
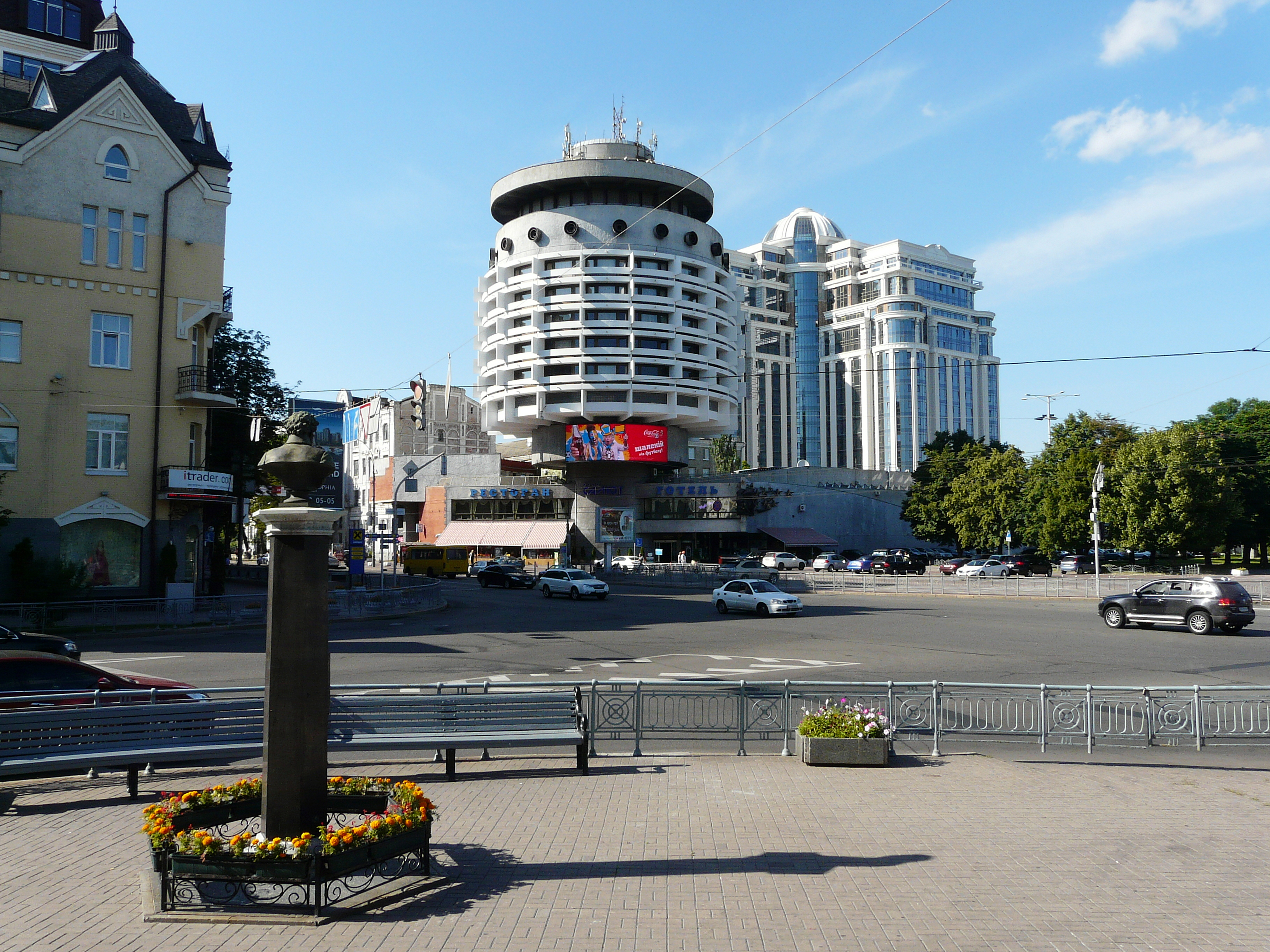
Готель "Салют", Київ, 1984. Пізня рецепція футуризму

- Кубізм — напрямок, що існував насамперед у Чехії в 1910–1930-х роках. Його рисами були гострі, сформовані прямими лініями, фасади. Рисунки таких фасадів складали правильні фігури: прямокутники, трикутники, трапеції, ромби. При цьому кубізм зберігав симетрію та контури класичної архітектури, однак позбавляв її зайвого декору та надавав фасадові риси прямокутності[3].

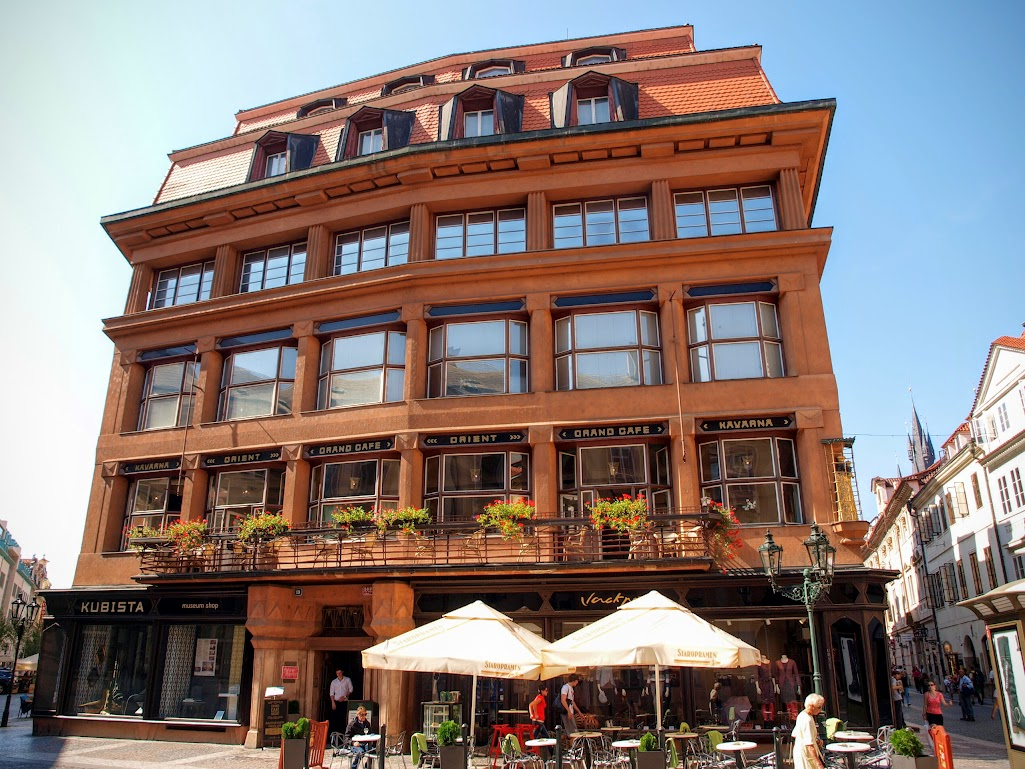
Будинок «У чорної Мадонни», Прага, 1912
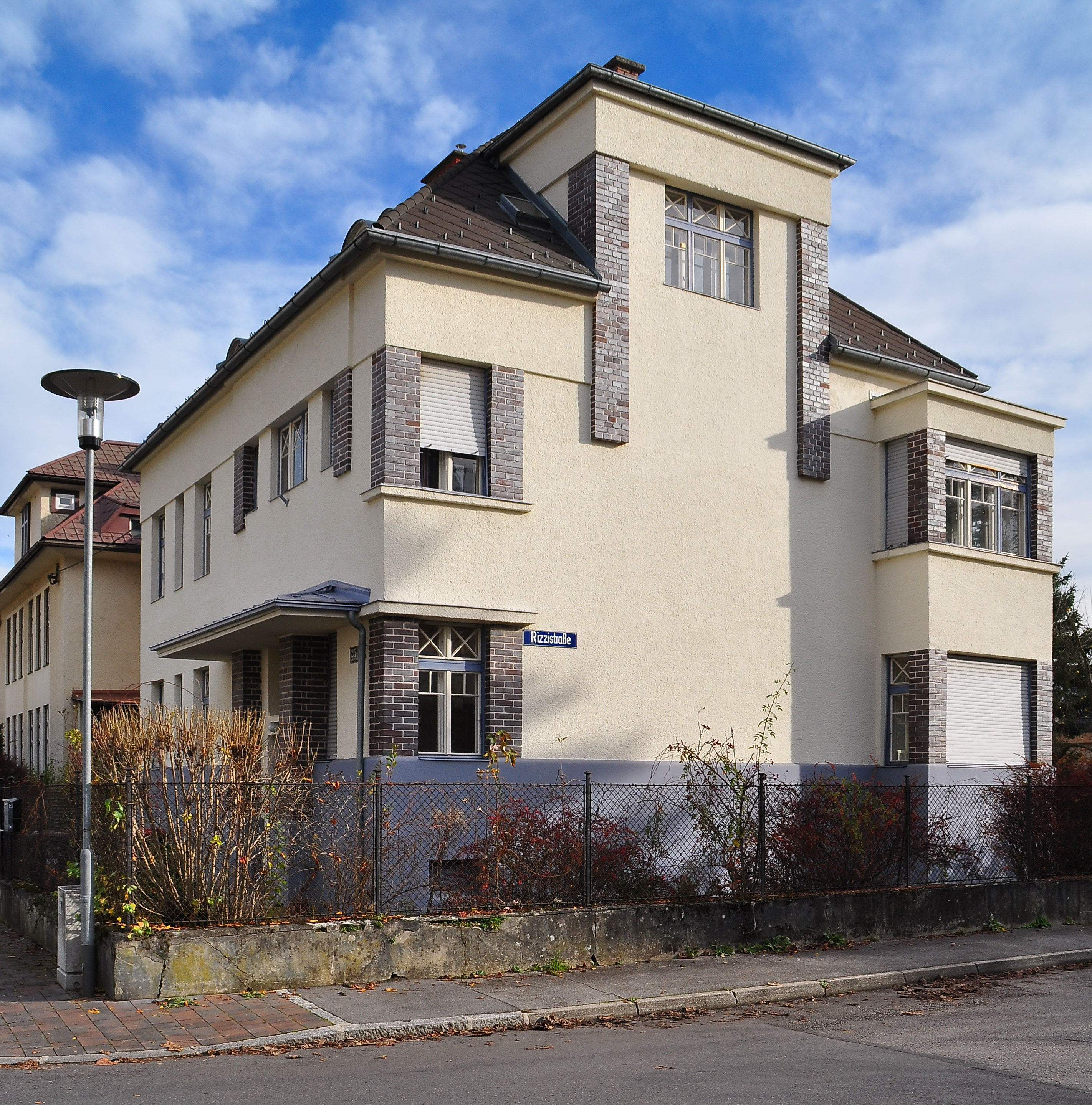
Вілла «Клосс», Клагенфурт-ам-Вертерзе, Австрія, 1930
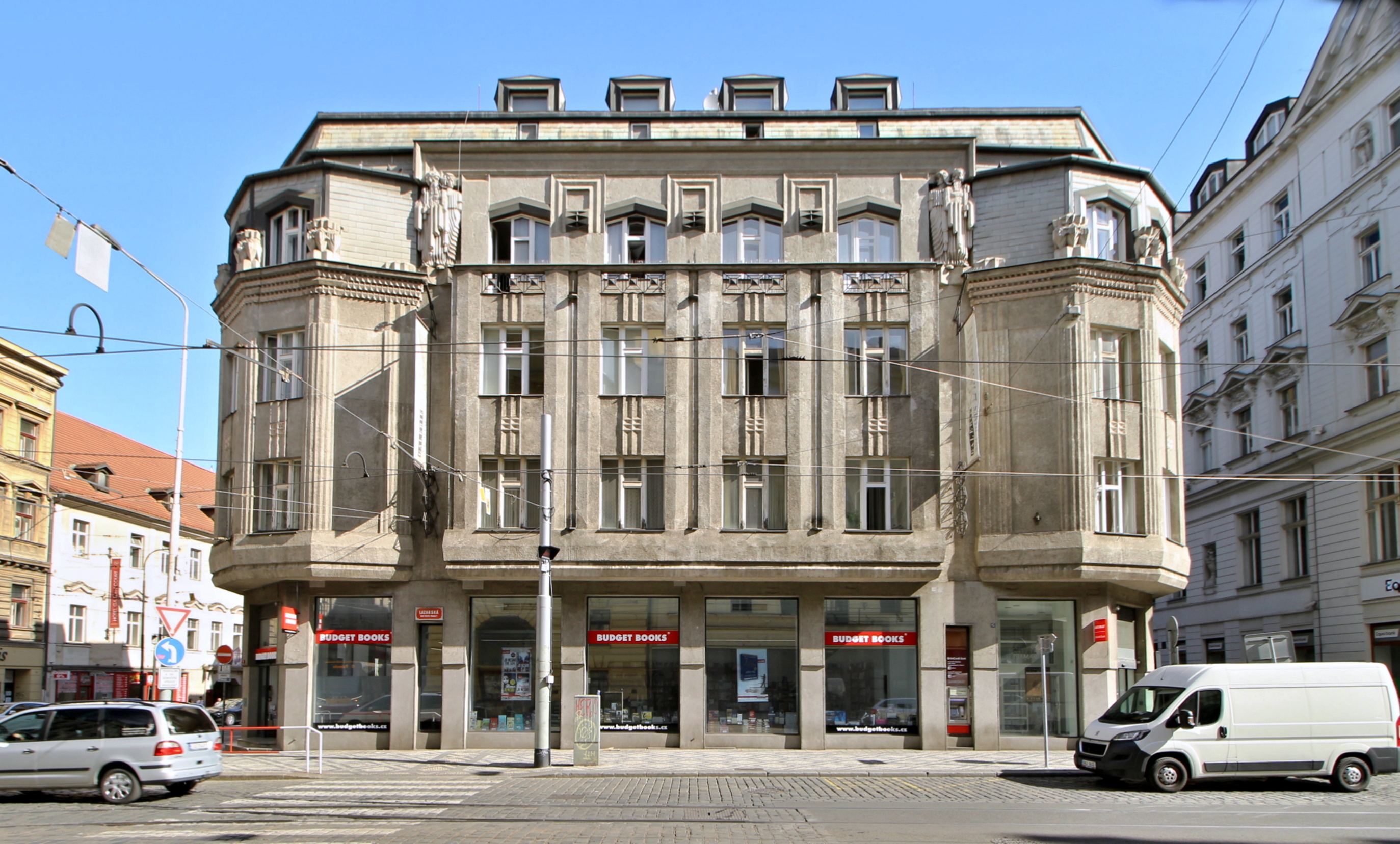
Палац «Діамант», Прага, 1913

- Експресіонізм — найнезвичайніший стиль авангардного модернізму. Виник у 20-роки ХХ віку в західній Європі, наприкінці ХХ століття в осучасненому вигляді (неоекспресіонізм) стає популярним у всьому світі. Для нього характерний відхід від прямування чітким геометричним формам, додавання формам природності та м'якості. Проте, на відміну від традиційного модерну, який теж використовує м'які природні лінії, експресіонізм перекручує звиклі форми, щоб досягти максимального емоційного ефекту. У мотивах стилю часто зустрічаються форми природи: гори, скелі, сталактити.

Прикладом сучасного експресіонізму є всесвітньо відома будівля Сіднейської опери.

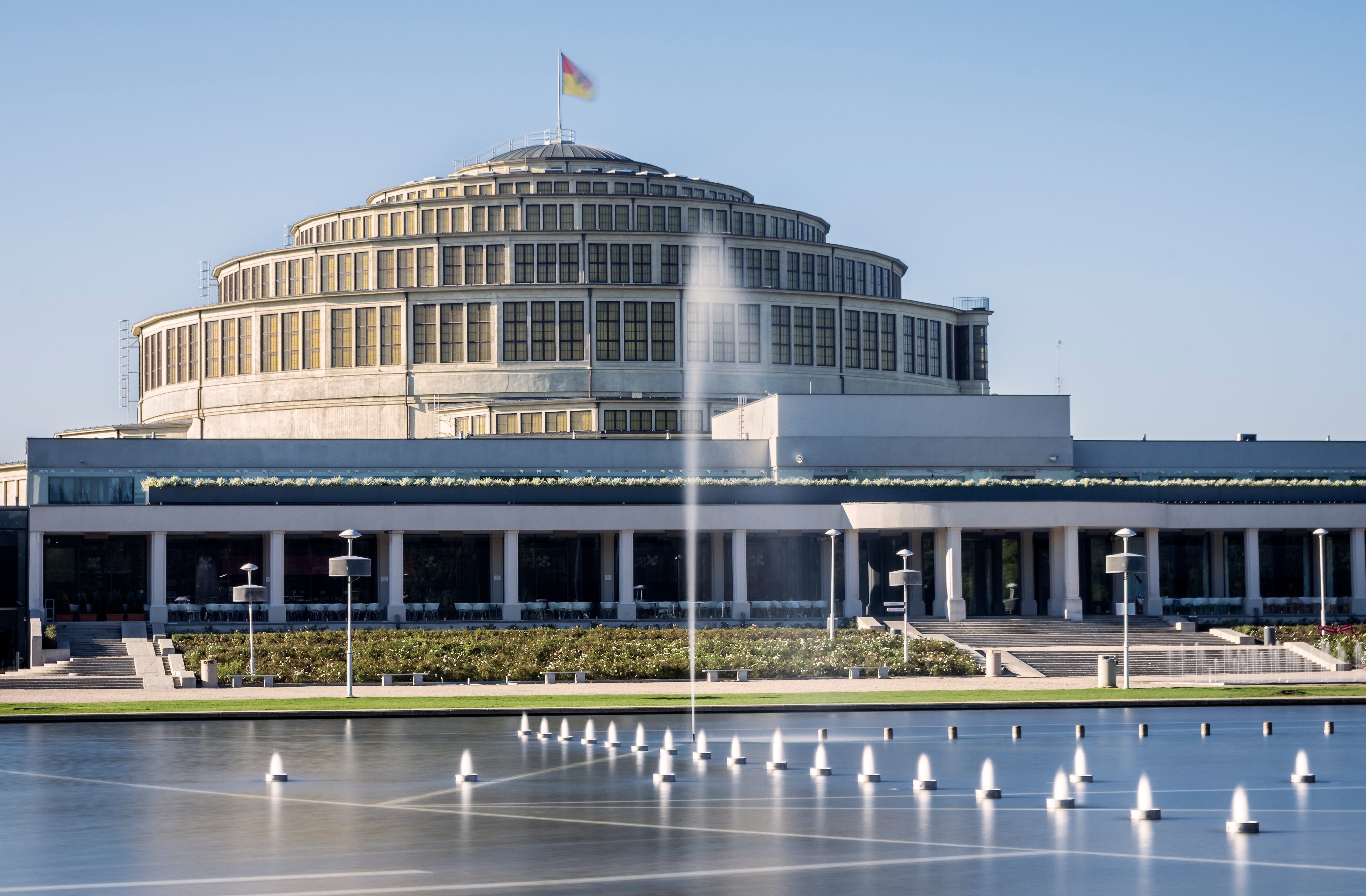
Зала століття, 1911, Вроцлав
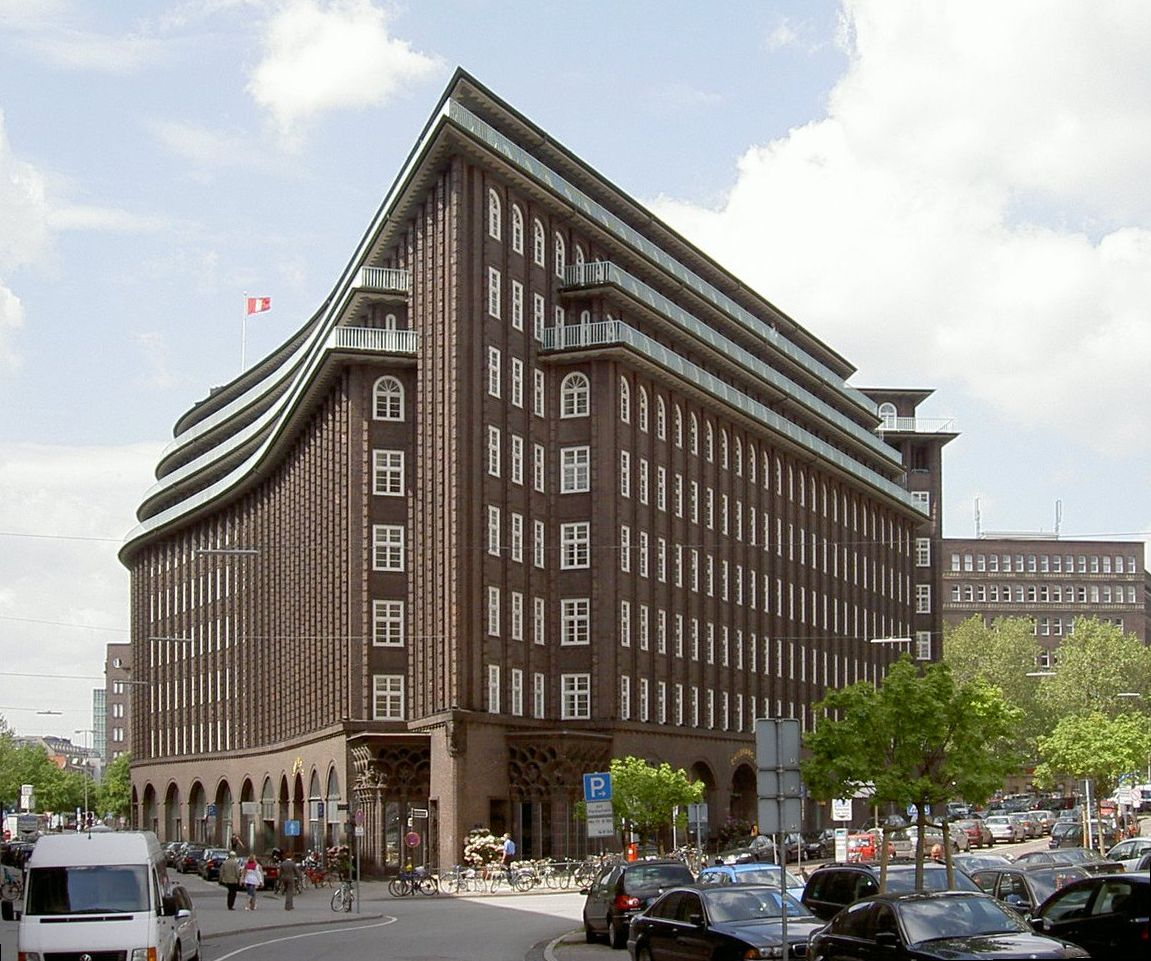
Чілехаус, Гамбург, 1924
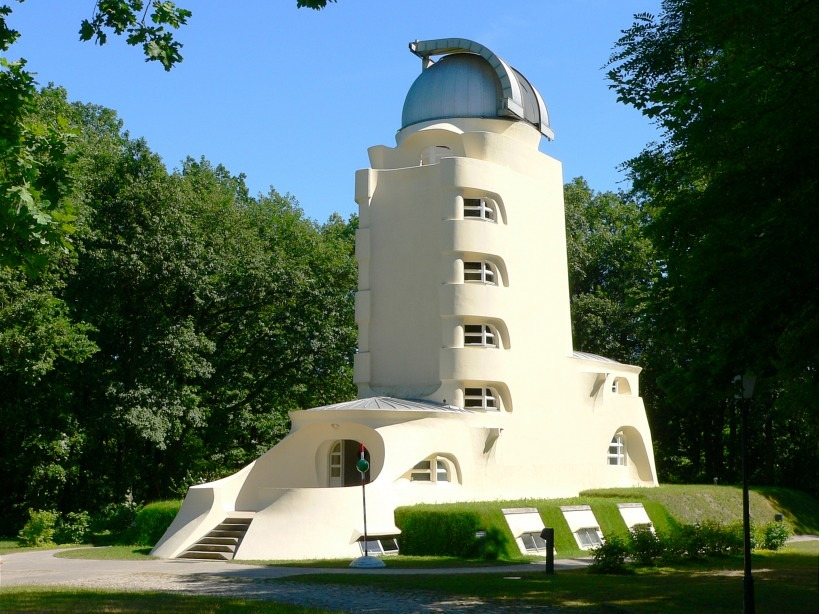
Вежа Ейнштейна, Потсдам, 1924

### Епоха синтезу модернізму з іншими стилями
На початку ХХ століття модернізм з'явився як повне протиставлення старим канонам та стилям. 20-і роки були роками його панування, проте ближче до 30-х років починається процес синтезу модернізму з класичними стилями. У другій половині 1930-х у СРСР та Третьому Рейху модернізм доволі швидко поступається монументальному класицизму та ампіру; у будинках 1930-х зустрічаються перехідні варіанти синтезу модернізму та класицизму (іноді для цієї архітектури виділяють термін постконструктивізм).
В той же час, насамперед у Франції та в Америці, стає популярним стиль Ар Деко — він поєднував машинні техногенні форми модернізму з традиційними органічними мотивами, насамперед модерну. У стилі Ар Деко збудовані відомі хмарочоси Америки Крайслер Білдінг (1928) та Емпайр-Стейт-Білдінг (1930), вплив стилю відчувається у радянських «сталінських висотках». Однак стиль використовували і при будівництві невисотних будинків.

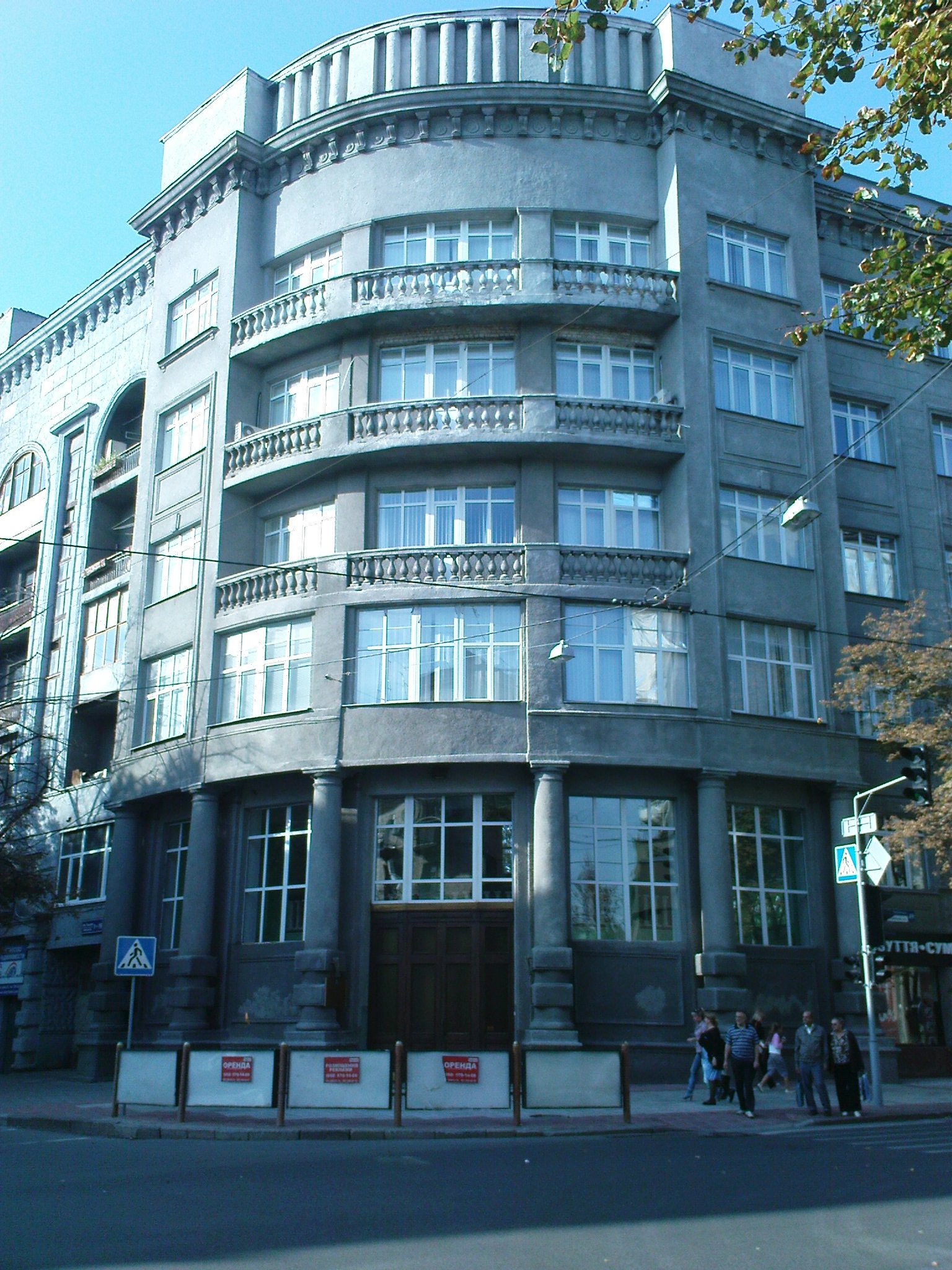
Будинок на Пушкінській, 49 у Харкові є прикладом синтезу конструктивізму та класицизму
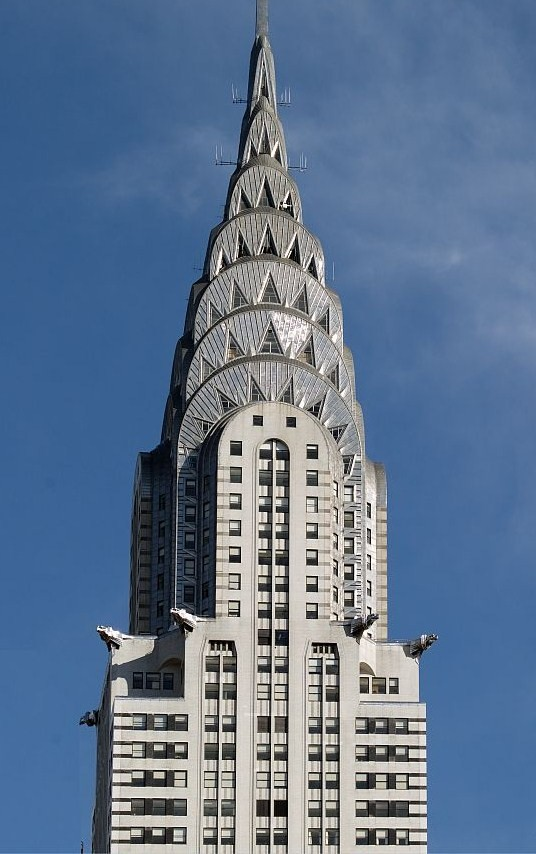
Крайслер Білдінг, Нью-Йорк, 1928
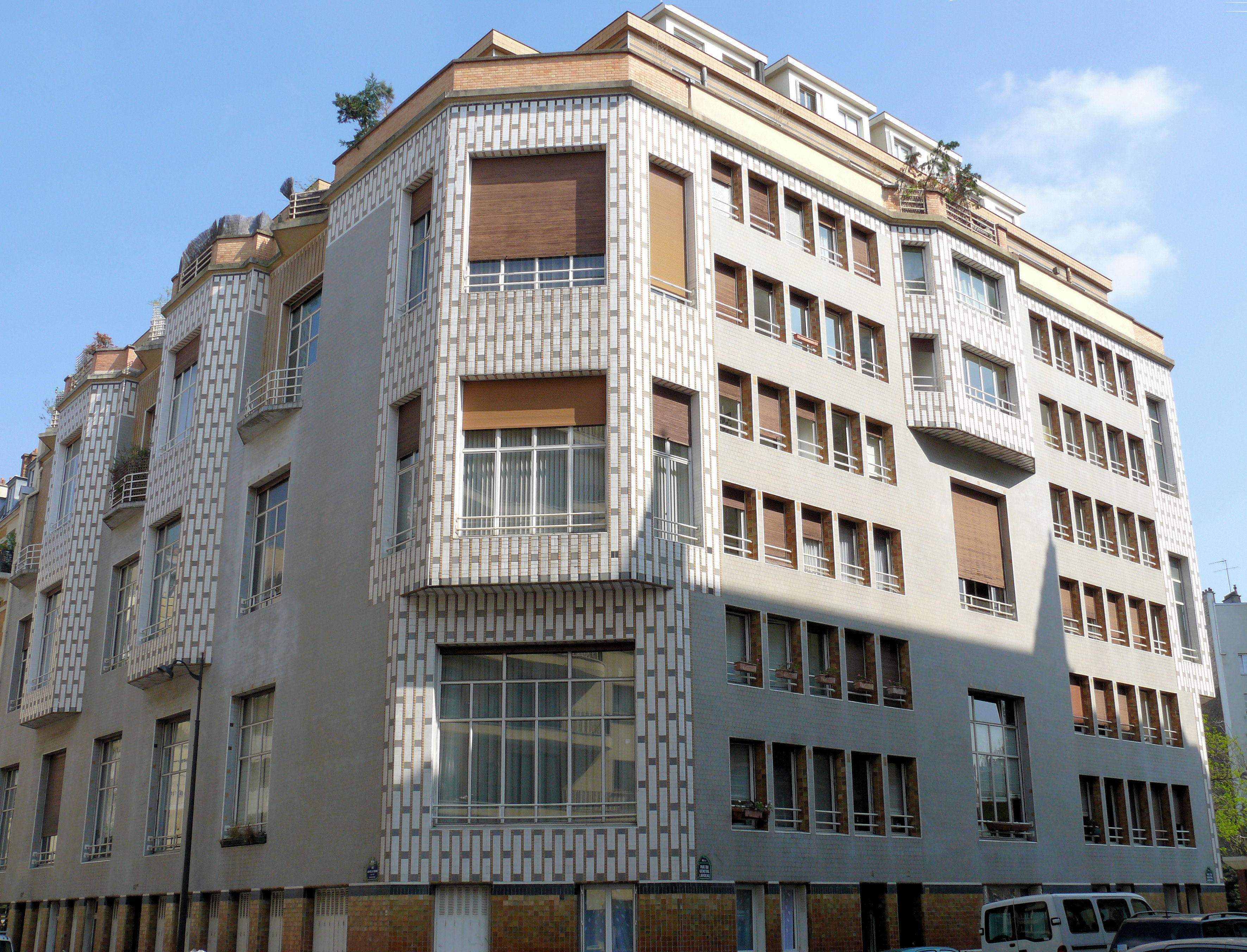
Будинок в стилі Ар Деко в Парижі, 1928

### Післявоєнний період
Після Другої світової закінчується епоха класичного авангардного модернізму в архітектурі. Проте з'являються нові форми, а стилі першої половини ХХ століття отримують нове життя у зміненому вигляді.
- Бруталізм — поширення бруталізму почалося у 1950-і. Для стилю характерні масивність, відсутність обробки матеріалів фасаду або їх груба обробка (принцип «чесного матеріалу»). Будівлі бруталізму можуть мати декор, але також грубий та масивний (наприклад, гратчасті бетонні малюнки на фасаді). Форми будівель часто сміливі, популярний принцип формування будівлі кубічними або прямокутними блоками. Проте це необов'язково, брутальні будинки можуть мати і цільну форму.

Потужність конструкцій, сміливі великомасштабні композиції бруталізму є протиставленням легкості та приглаженості інтернаціонального стилю.
Бруталізм набув популярність в усьому світі. Найчастіше його використовують для адміністративних будівель.

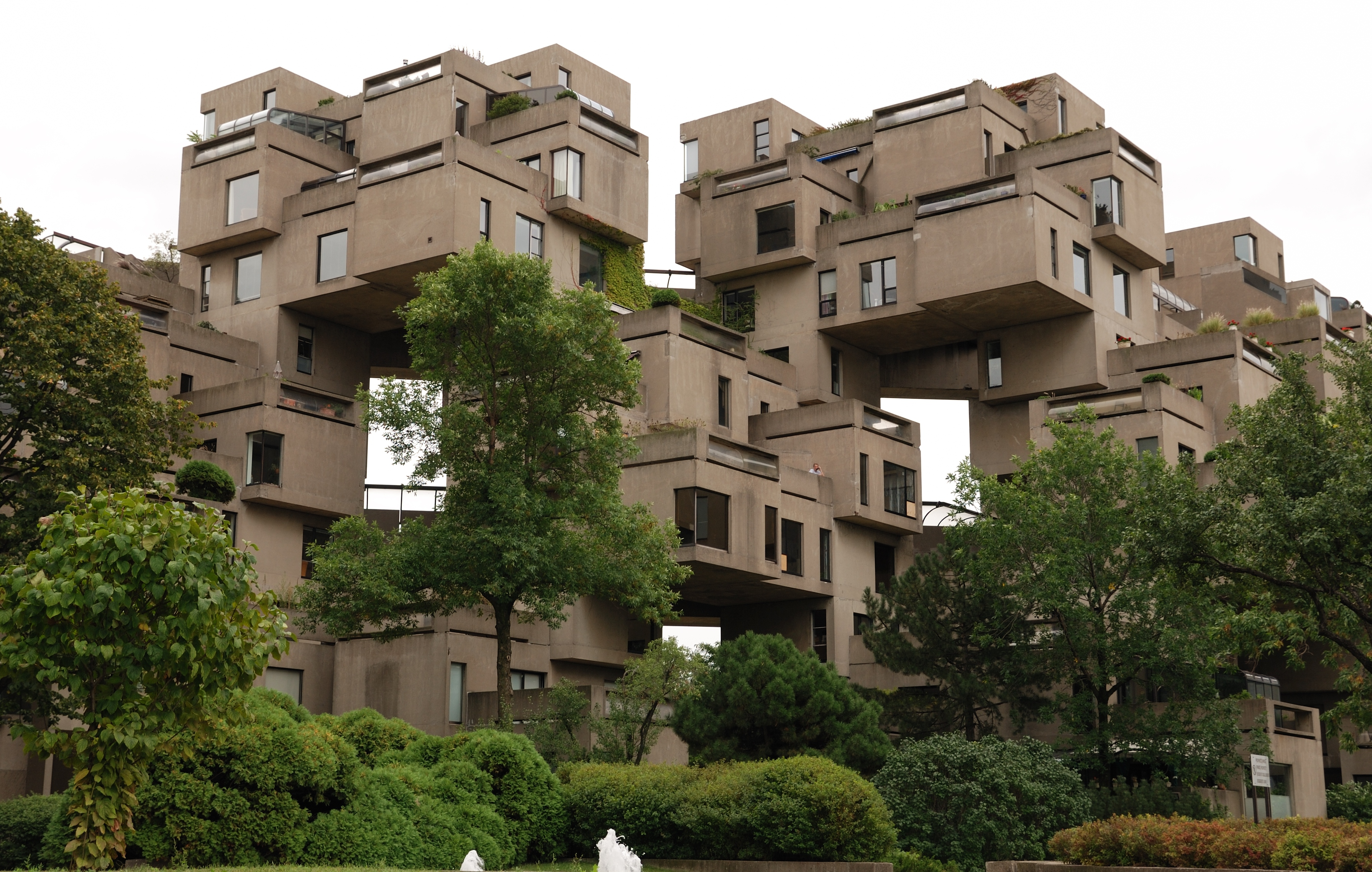
Хабітат 67, Монреаль, 1967
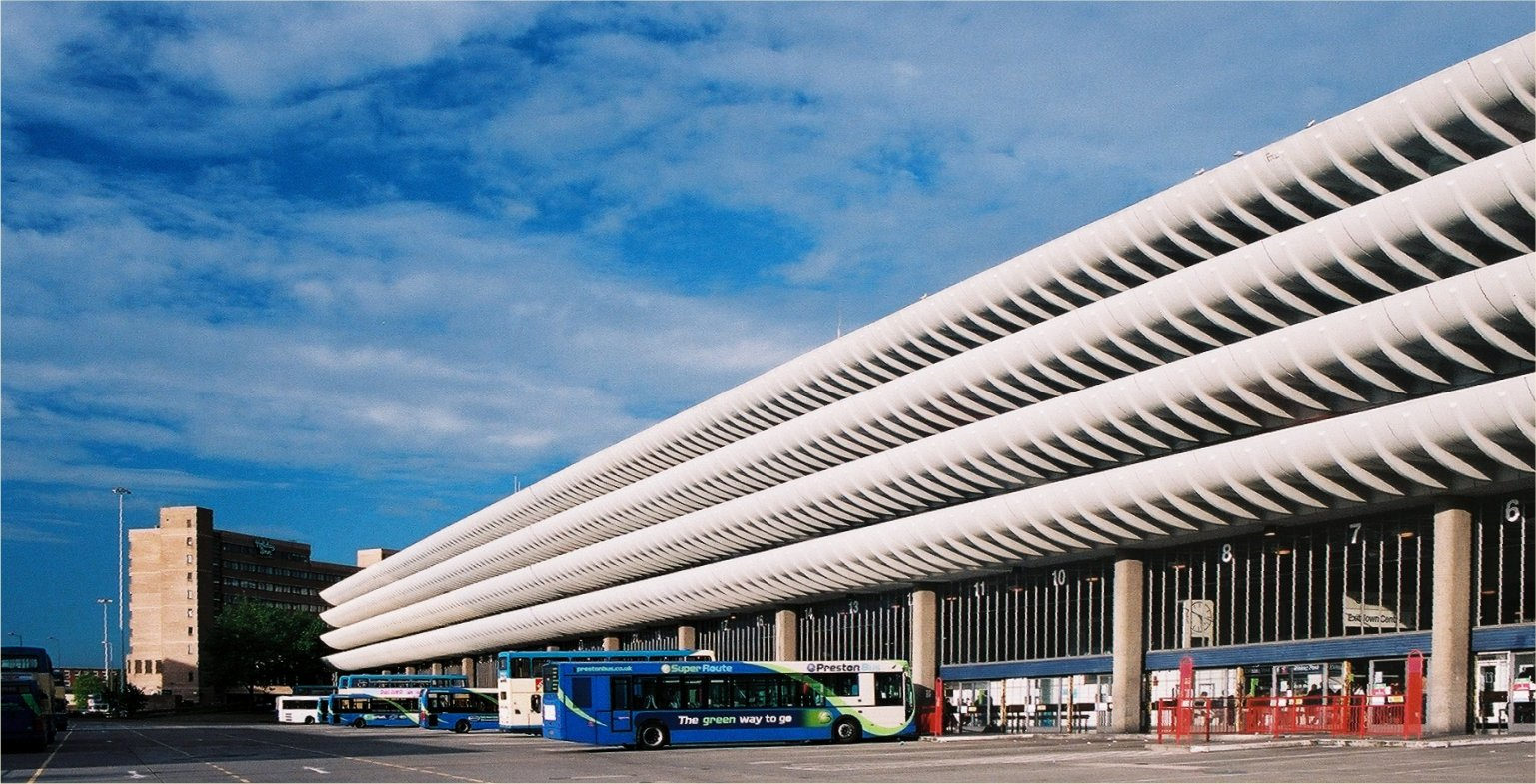
Автовокзал, Престон, 1969
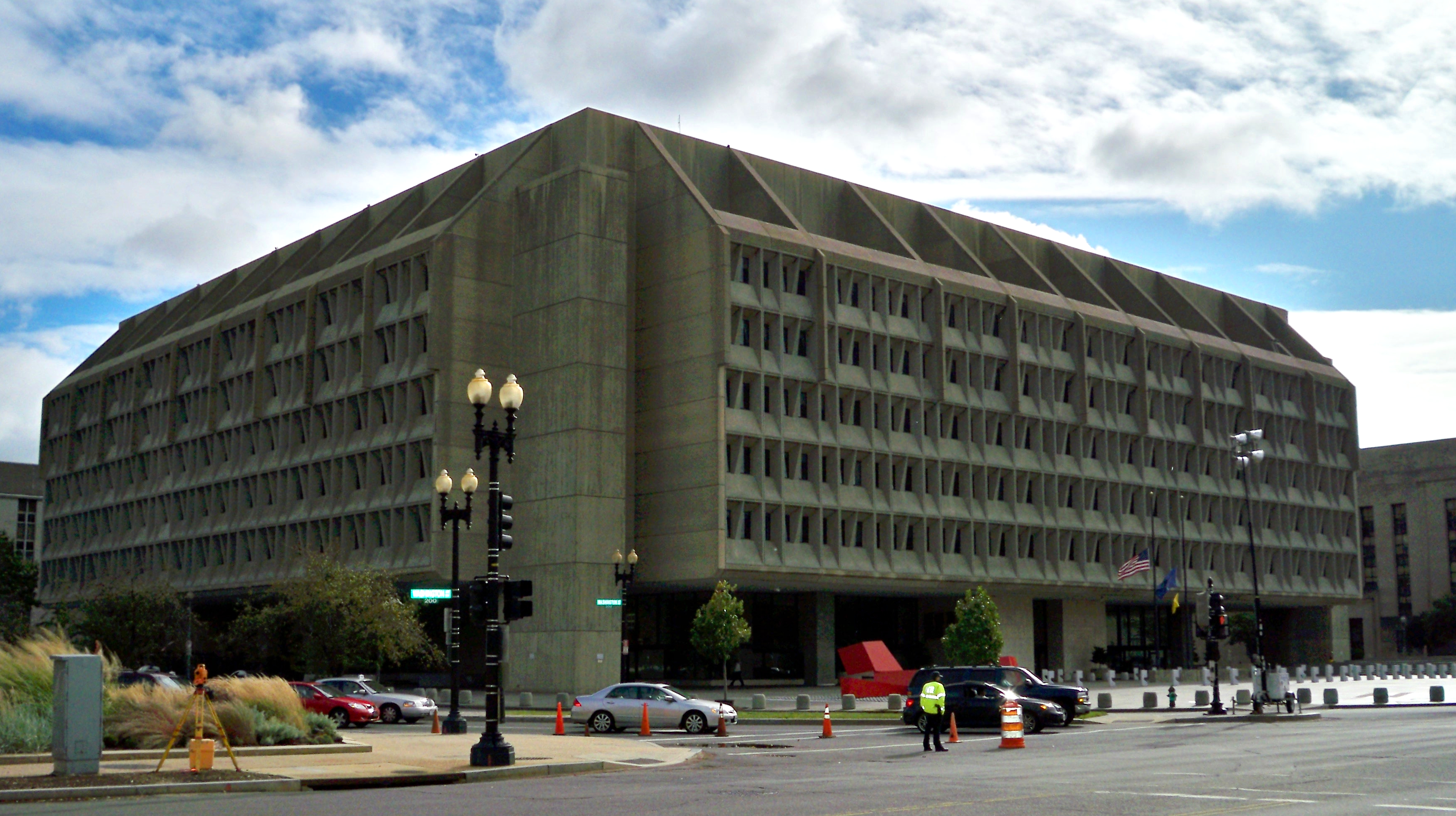
Будівля департаменту здоров’я, Вашингтон, 1977

- Інтернаціональний стиль — поширився одночасно з бруталізмом у 1950-і. Стиль вимагав відмови від національних культурних особливостей і всіляких різновидів історичного декору на користь прямих ліній та інших чистих геометричних форм, легких і гладких поверхонь зі скла і металу. Його стриманість та універсальність дозволили інтернаціональному стилю поширитися світом. Особливо популярний для офісних будівель та для архітектури хмарочосів.

Київські офісні будівлі ”Gulliver” та «Парус»
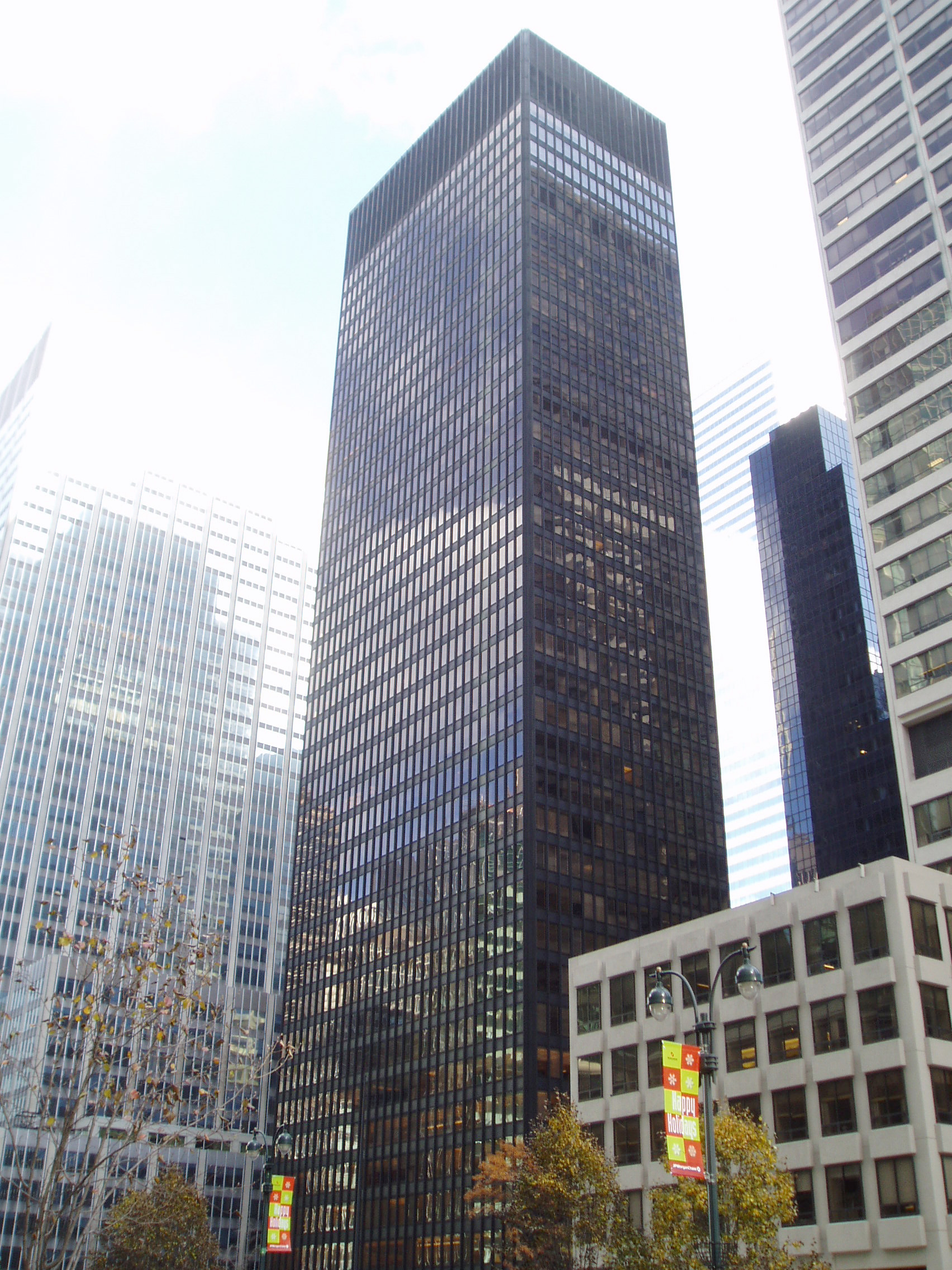
Сігрем-Білдінг, Нью-Йорк, 1958
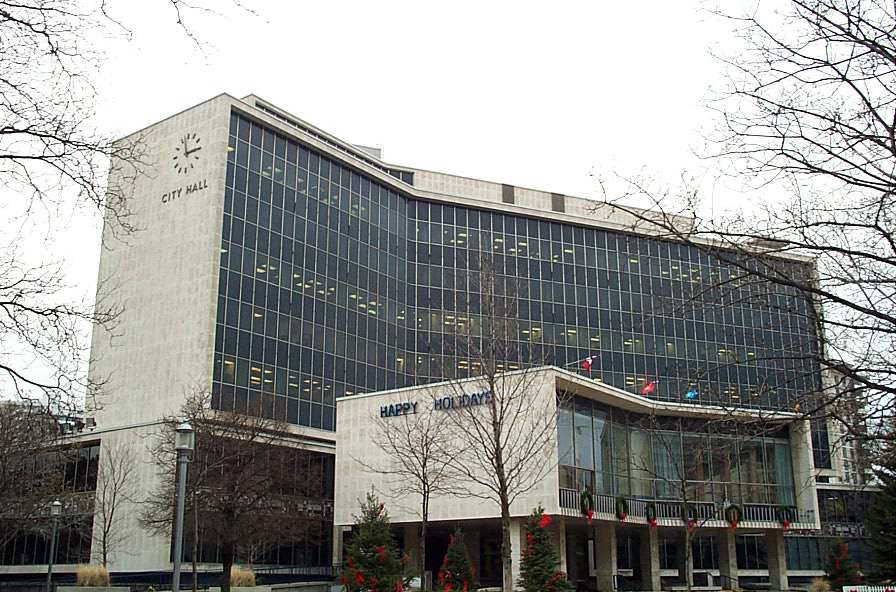
Мерія Гамільтона, Канада, 1960

- Мінімалізм — виник ще у 1920-1930-і, проте розквіт отримав у другій половині ХХ століття. Мінімалізм прагне опустити зайві деталі для досягнення простоти. Він використовує прості геометричні форми, однотонні кольори, може мати стриманий декор. Часто мінімалістичні будівлі мають кубічні форми. Перевага надається природним матеріалам, дереву, каменю, а також склу, хромованим деталям та високим технологіям.

Важливу роль грає постановка освітлення приміщень, популярними є великі вікна.
Попри удавану легкість, мінімалізм є складним стилем: йому потрібно досягти відчуття затишку та досконалості якщо можливе використання мінімальних архітектурних інструментів. У наш час мінімалізм популярний серед артпроєктів. Інструменти мінімалізму можуть використовувати не тільки у модернізмі, а і в інших стилях: постмодерні, лофті.

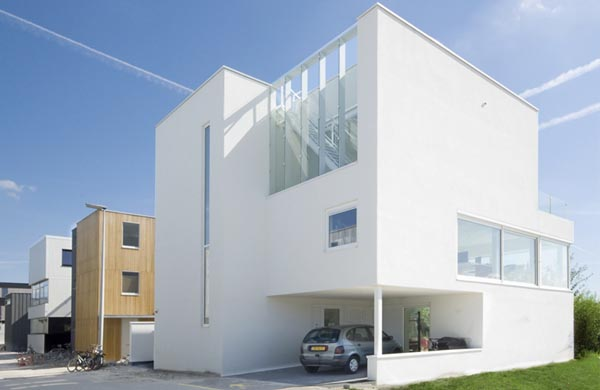
Сучасний мінімалістичний котедж в Амстердамі
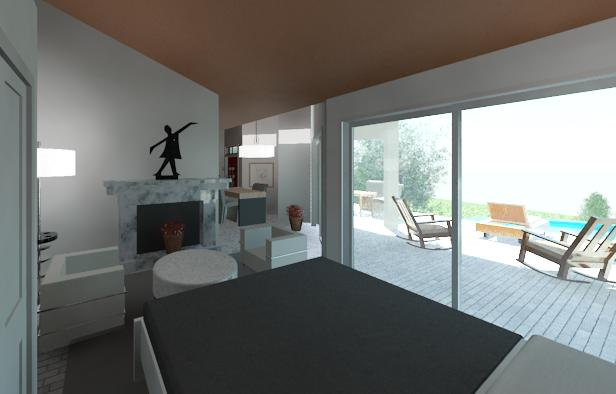
Для мінімалізму важливий дизайн інтер'єру
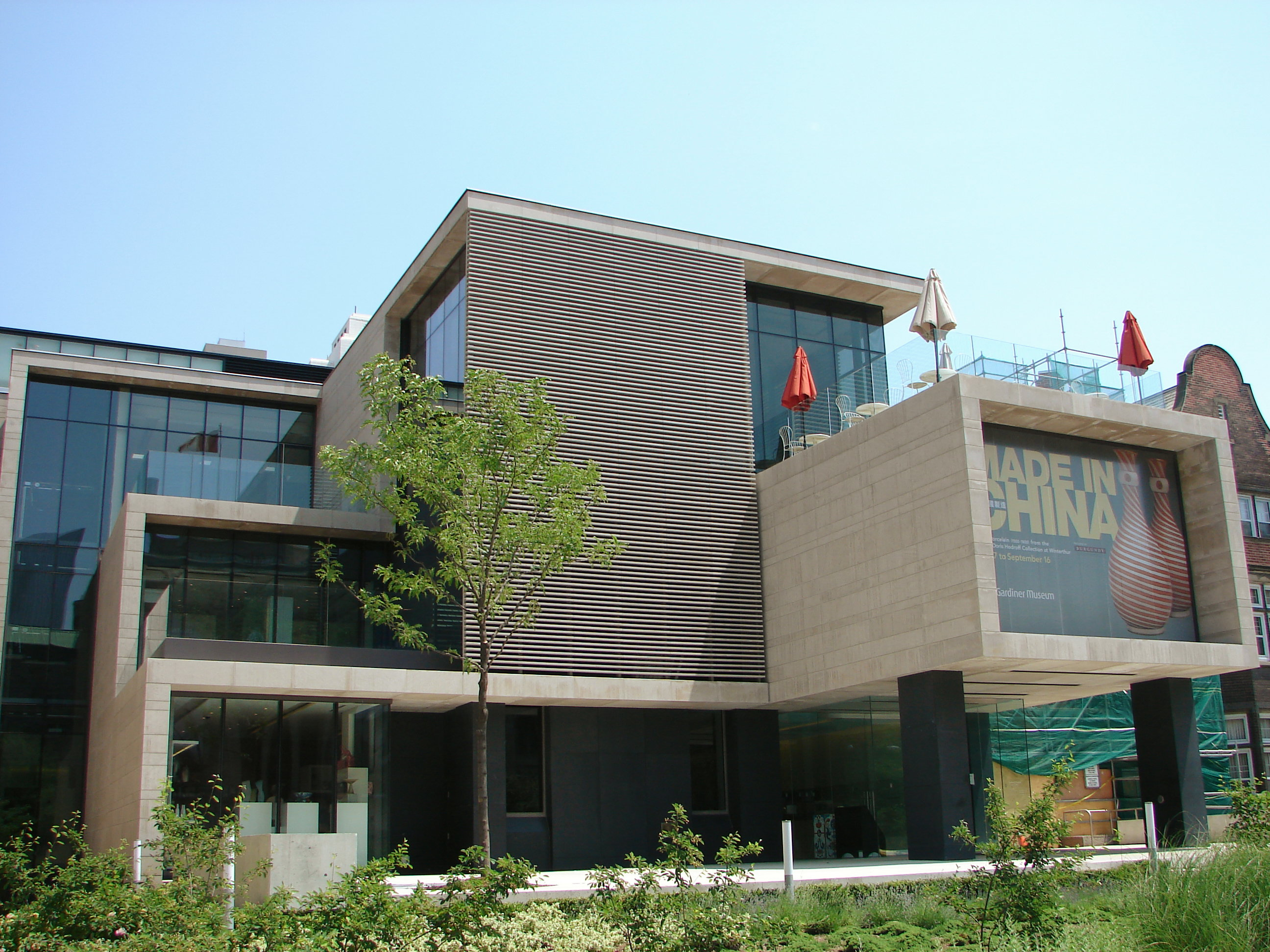
Музей Гардінера, Торонто, 2006

### Сучасний період
У сучасності споруджуються будівлі у більшості наявних стилів модернізму, але з коригуваннями часу. Так виникають нові старі течії з префіксом нео-: неофутуризм, неоекспресіонізм, необруталізм, та навіть з'являється термін «неомодернізм».
До нових стилів сучасності можна віднести хай-тек та біо-тек. Ці два стилі схожі за високотехнологічними інструментами спорудження будівель, але хай-тек прагне створити прямі машинні лінії, а біо-тек створює м'які закруглені органічні форми.

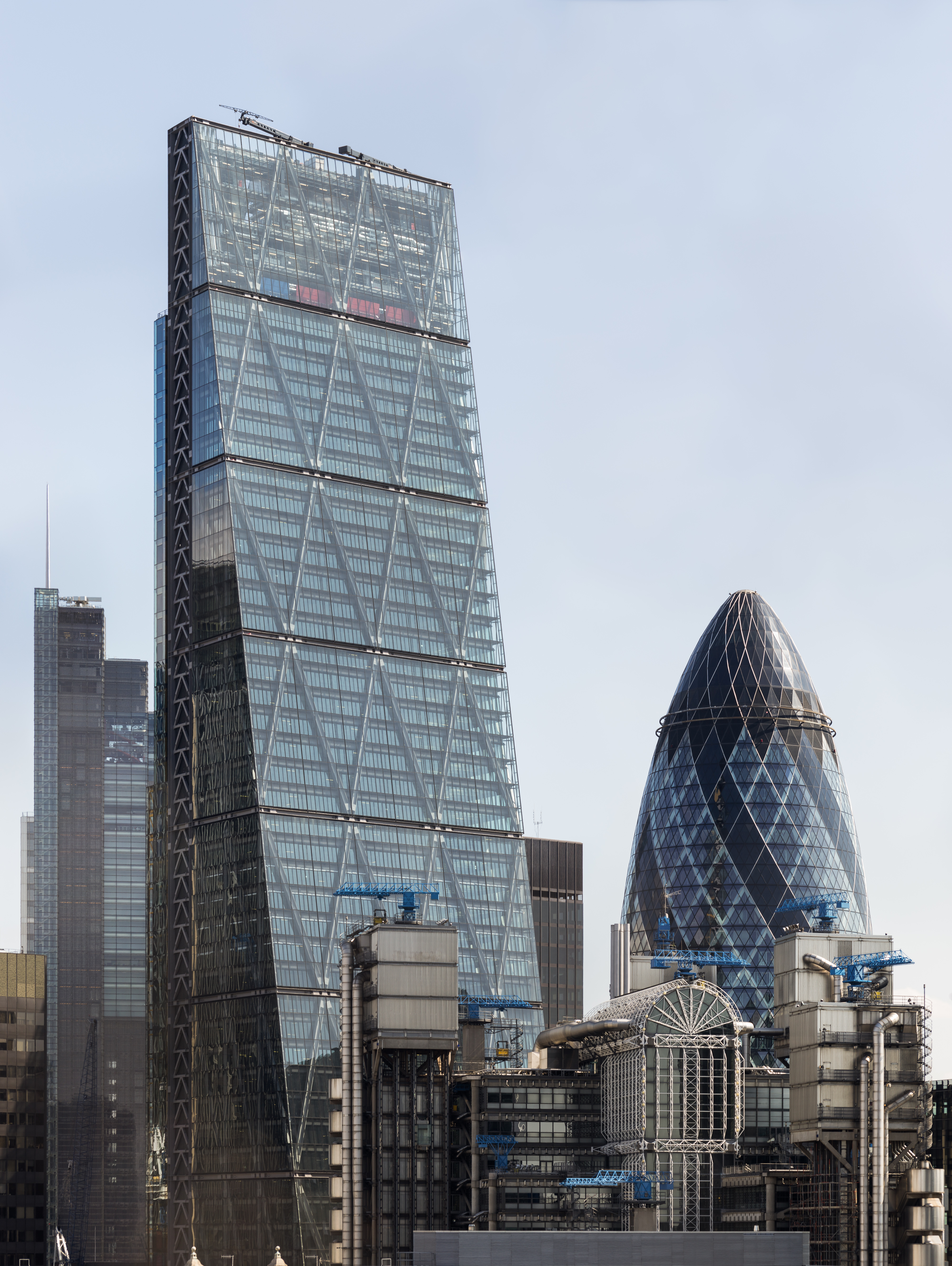
Лондон. На передньому плані Ліденхолл, хай-тек. На другому плані Сент-Мері Екс 30, в народі «огірок», біо-тек.
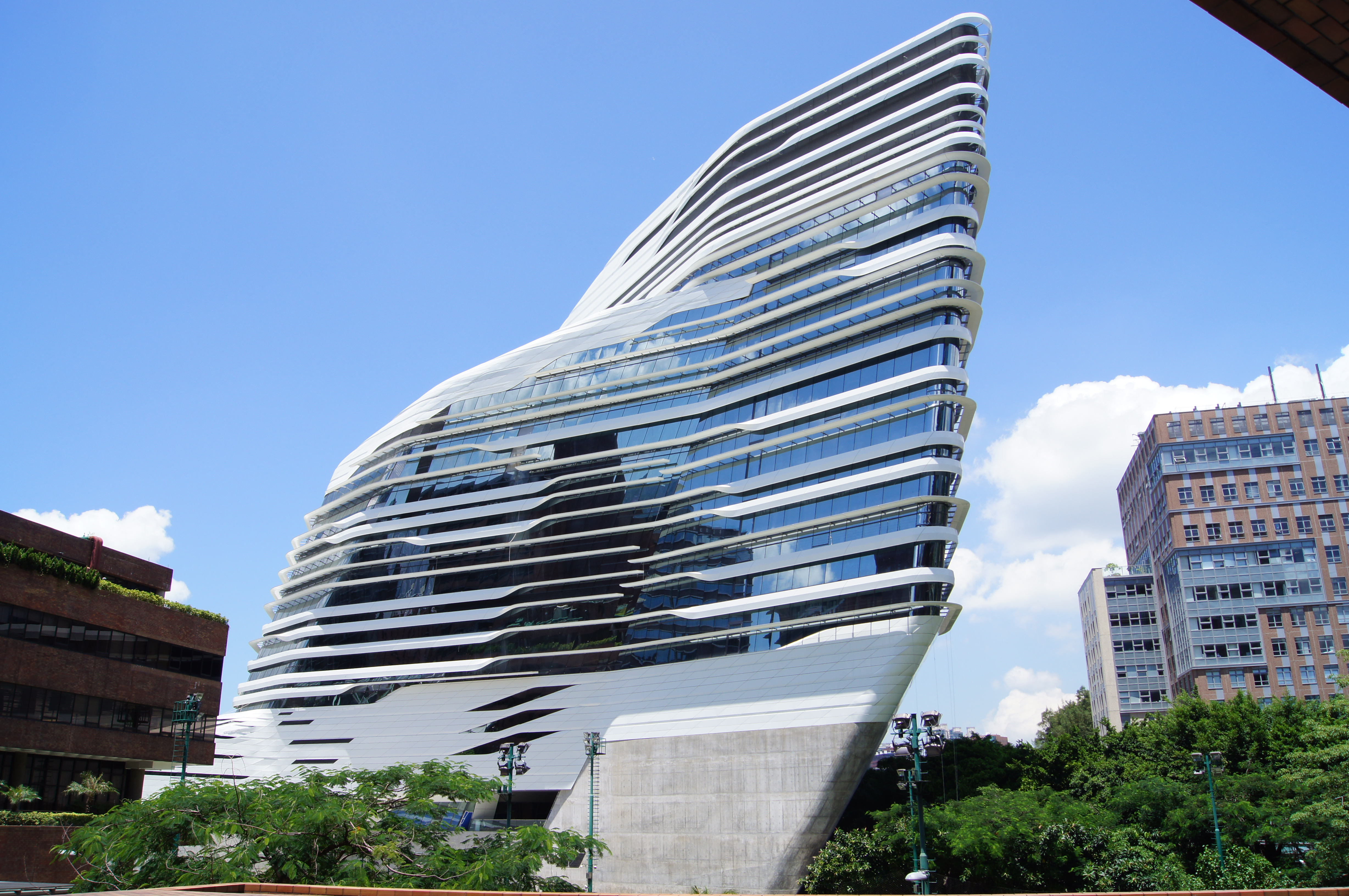
Innovation Tower, Гонконг, неофутуризм
Бурдж Халіфа, Дубай, неофутуризм
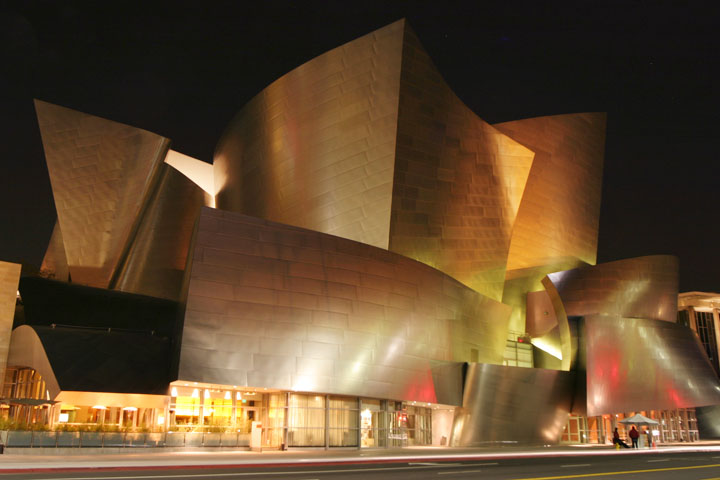
Концертний зал Волта Діснея, Лос Анджелес, неоекспресіонізм
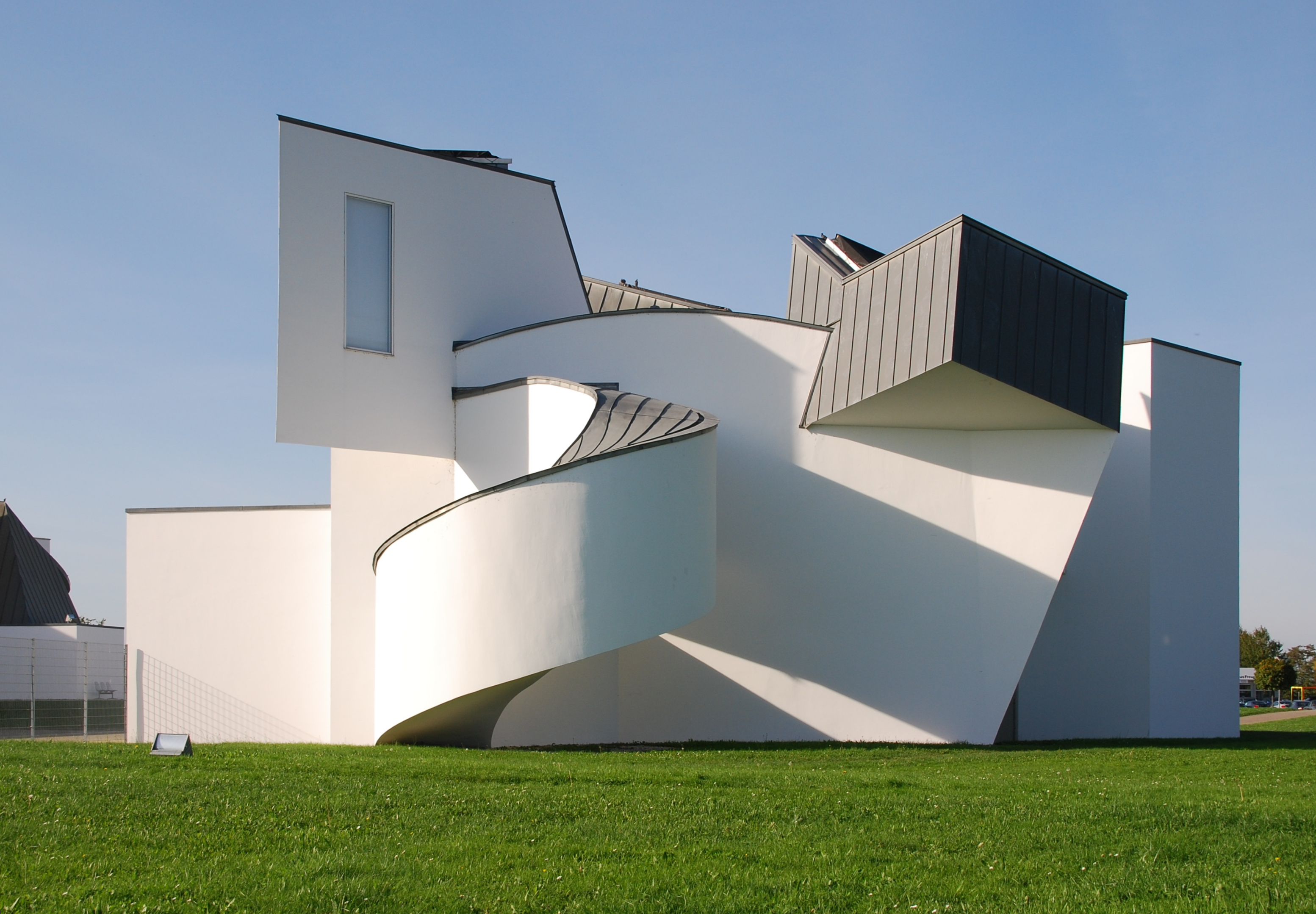
Музей дизайну Vitra, Вайль-на-Рейні, 1989, неоекспресіонізм